# Cyprinodon maya
Cyprinodon maya is een straalvinnige vissensoort uit de familie van de eierleggende tandkarpers (Cyprinodontidae). De wetenschappelijke naam van de soort is voor het eerst geldig gepubliceerd in 1981 door Humphries & Miller.